# Sapi (Fluss)
Der Sapi ist ein kleiner rechter Nebenfluss des Sambesi auf halbem Weg zwischen Chirundu und Kanyemba im Mana-Pools-Nationalpark in Simbabwe. 